# Dan-Kassari
Dan-Kassari (auch: Dan Kasari, Dan Kassari, Dankassari) ist eine Landgemeinde im Departement Dogondoutchi in Niger.

## Geographie
Dan-Kassari liegt am Übergang der Sahelzone zur Großlandschaft Sudan und grenzt im Südosten an den Nachbarstaat Nigeria. Die Nachbargemeinden in Niger sind Dogonkiria im Norden, Alléla im Osten sowie Dogondoutchi, Kiéché und Matankari im Westen. Bei den Siedlungen im Gemeindegebiet handelt es sich um 61 Dörfer, 160 Weiler, 10 Lager und eine Wasserstelle. Der Hauptort der Landgemeinde ist das Dorf Dan-Kassari.

## Geschichte
Die Landgemeinde Dan-Kassari ging als Verwaltungseinheit 2002 im Zuge einer landesweiten Verwaltungsreform aus dem südöstlichen Teil des Kantons Dogondoutchi hervor. Im Hauptort und in drei weiteren Siedlungen in der Gemeinde gab es im Zeitraum von 2011 bis 2016 drei Dürrejahre. Bei Überschwemmungen im Hauptort stürzten im Jahr 2015 40 Häuser und Jahr 2019 73 Häuser ein.

## Bevölkerung
Bei der Volkszählung 2012 hatte die Landgemeinde 78.132 Einwohner, die in 9684 Haushalten lebten. Bei der Volkszählung 2001 betrug die Einwohnerzahl 53.967 in 6596 Haushalten.
Im Hauptort lebten bei der Volkszählung 2012 4559 Einwohner in 607 Haushalten, bei der Volkszählung 2001 2811 in 343 Haushalten und bei der Volkszählung 1988 3527 in 558 Haushalten.
In ethnischer Hinsicht ist die Gemeinde ein Siedlungsgebiet von Arawa, Fulbe, Gobirawa, Goubawa, Kurfeyawa und Tuareg.

## Politik
Der Gemeinderat (conseil municipal) hat 20 gewählte Mitglieder. Mit den Kommunalwahlen 2020 sind die Sitze im Gemeinderat wie folgt verteilt: 12 MPN-Kiishin Kassa, 6 PNDS-Tarayya und 2 MPR-Jamhuriya.
Jeweils ein traditioneller Ortsvorsteher (chef traditionnel) steht an der Spitze von 47 Dörfern in der Gemeinde, darunter dem Hauptort.

## Kultur und Sehenswürdigkeiten

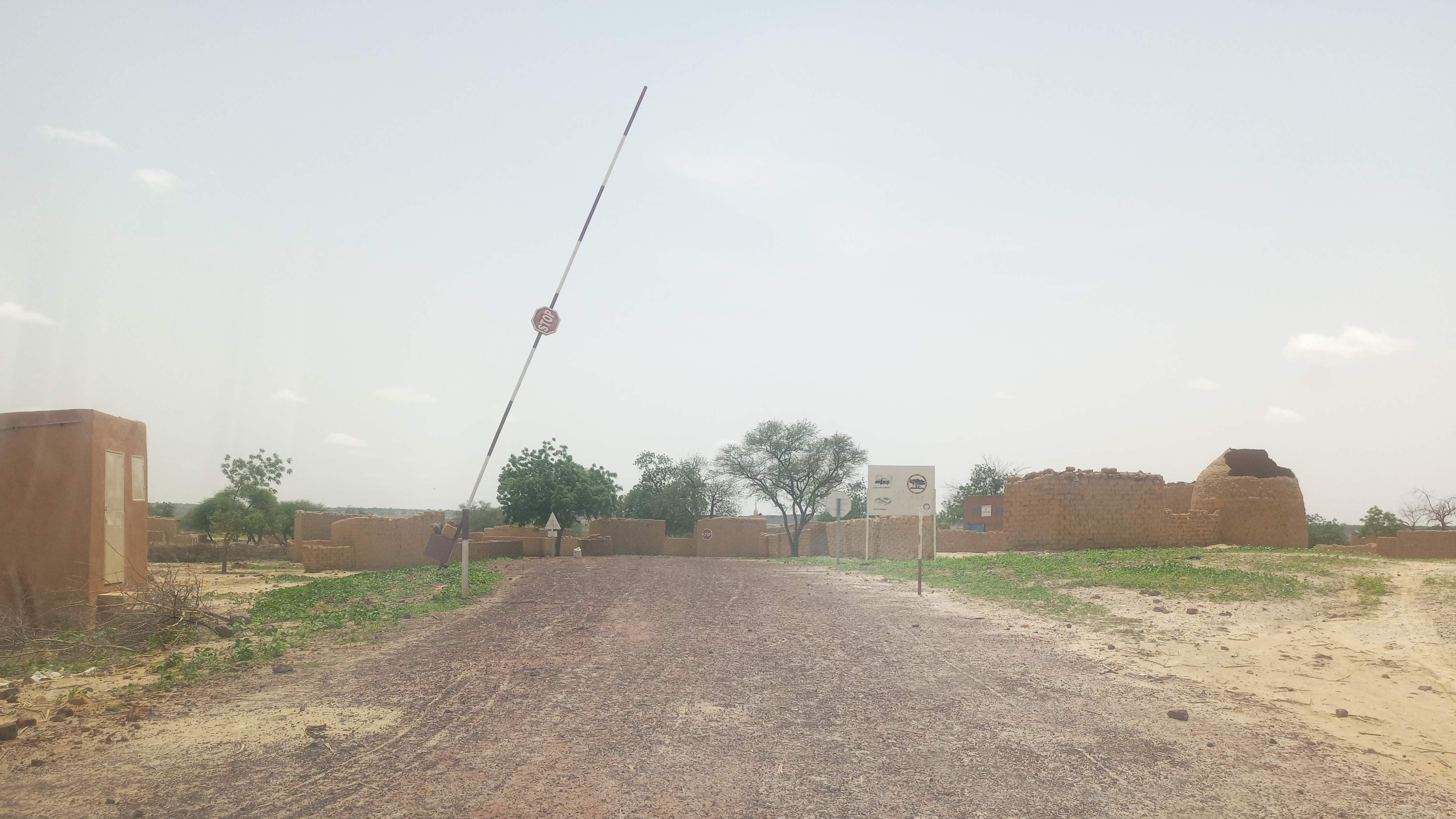
Ortseinfahrt von Lougou (2024)

Im Dorf Lougou im Gemeindegebiet von Dan-Kassari befindet sich die Residenz der Sarraounia, einer traditionellen Herrscherin und religiösen Anführerin der Azna. Der nigrische Staat beantragte 2006 bei der UNESCO die Aufnahme von Lougou in die Welterbeliste.

## Wirtschaft und Infrastruktur
Im Süden der Gemeinde wird Bewässerungsfeldwirtschaft betrieben, der Norden gehört zu einer Zone, in der Regenfeldbau vorherrscht. Die landwirtschaftlichen Aktivitäten in Dan-Kassari sind durch sinkende Niederschlagsmengen und Bodendegradation beeinträchtigt. Es gibt sechs Märkte im Gemeindegebiet. Das staatliche Versorgungszentrum für landwirtschaftliche Betriebsmittel und Materialien (CAIMA) unterhält eine Verkaufsstelle im Hauptort.
Gesundheitszentren des Typs Centre de Santé Intégré (CSI) sind im Hauptort sowie in den Siedlungen Bawada Guida, Goubey und Rouda Goumandey vorhanden. Der CEG Dan-Kassari, der CEG Bawada Guida, der CEG Goubey und der CEG Rouda Goumandey sind allgemein bildende Schulen der Sekundarstufe des Typs Collège d’Enseignement Général (CEG). Das Berufsausbildungszentrum Centre de Formation aux Métiers de Dan-Kassari (CFM Dan-Kassari) bietet Lehrgänge in Land-, Forst- und Weidewirtschaft, familiärer Wirtschaft und Metallbau an. Außerdem gibt es 61 Grundschulen in der Gemeinde.

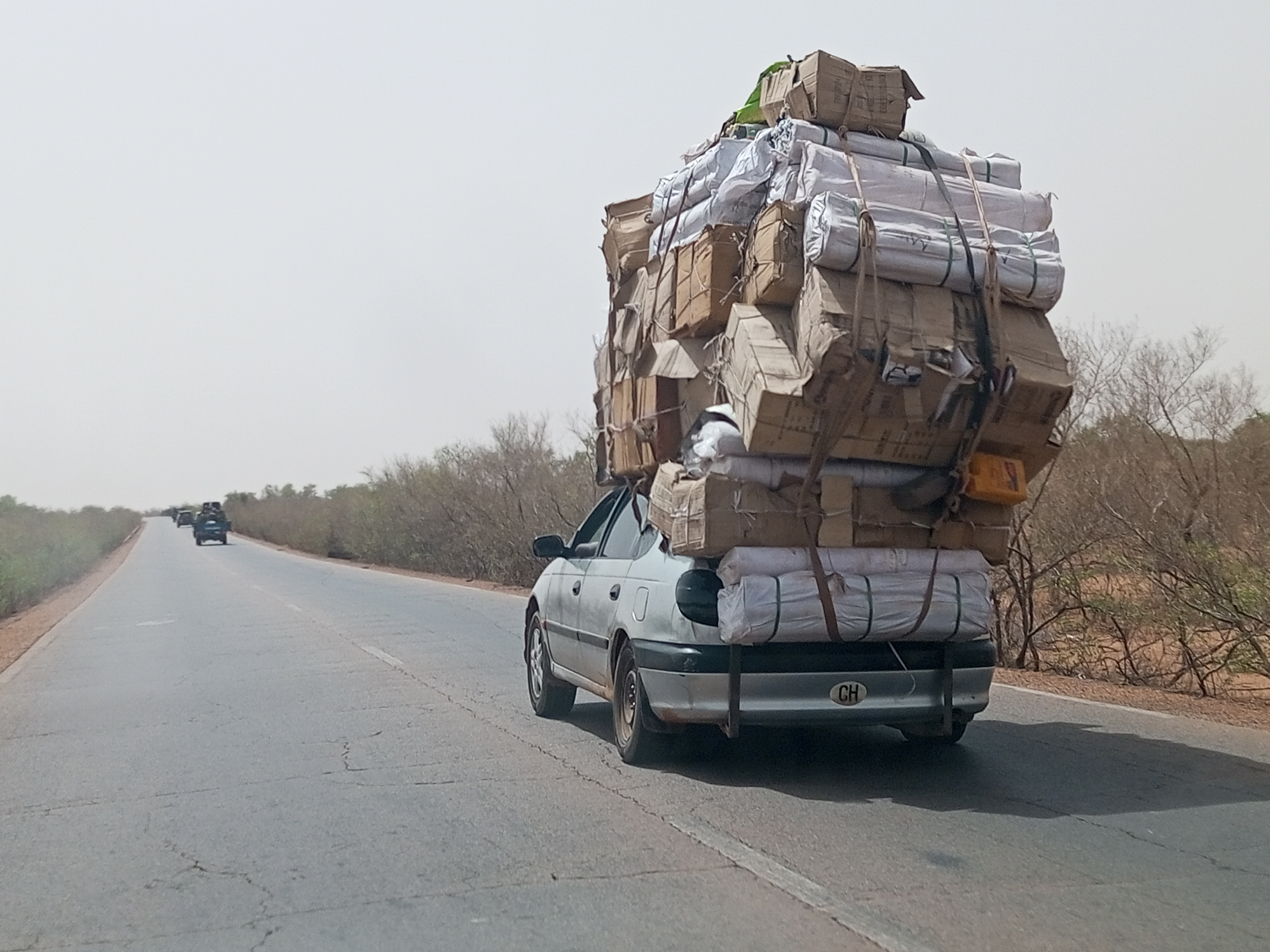
Nationalstraße 1 in der Gemeinde Dan-Kassari (2023)

Durch die Gemeinde, unter anderem durch den Hauptort, führt die Nationalstraße 1 zwischen Mali und Tschad, die längste Fernstraße Nigers. Sie ist die einzige asphaltierte Straße im Gemeindegebiet.
Die französische Mathematikerin Marie-Françoise Roy ist Präsidentin einer Organisation, die sich für solidarische Aktivitäten zwischen Dan-Kassari und der französischen Gemeinde Cesson-Sévigné einsetzt.